# Lagos Haynach
Lagos Haynach (também, Lagos Murphy) é um lago em Grand County, Colorado. Os lagos Haynach estão a uma altitude de 11 069 pés (3 400 m).